# Henryk VI (palatyn reński)
Henryk VI (ur. ok. 1195 r. zm. 25 kwietnia/1 maja 1214 r.) – palatyn reński od 1212 r. z dynastii Welfów.

## Życiorys
Henryk był jedynym synem palatyna reńskiego Henryka V (syna potężnego Henryka Lwa) oraz Agnieszki (córki palatyna reńskiego Konrada z cesarskiego rodu Hohenstaufów). Wychowywał się na dworze króla Anglii Jana bez Ziemi, gdzie przebywał co najmniej od 1209 r. W 1211 lub 1212 r. powrócił do Niemiec, a jego ojciec, zaangażowany w konflikt Welfów z Hohenstaufami po stronie Ottona IV Welfa, w 1212 r. oddał mu Palatynat. W listopadzie tego samego roku, w Akwizgranie Henryk poślubił Matyldę (zm. 1267), córkę księcia Brabancji Henryka I (być może przekazanie Palatynatu nastąpiło podczas uroczystości ślubnych). Henryk młodszy był zwolennikiem Staufów. Wkrótce zmarł, być może otruty, tuż przed swym pasowaniem na rycerza. Nie pozostawił potomków. Palatynat nie wrócił w ręce ojca, a przeszedł w ręce Wittelsbachów (nowym palatynem został Ludwik I bawarski, teść siostry Henryka młodszego). Wdowa po Henryku ponownie wyszła za mąż, za hrabiego Holandii Florisa IV.